# Matthias Freyschuss
Matthias Freyschuss (født 10. juni 1988 i Mjölby, Östergötland i Sverige) er en svensk professionel MMA-udøver, der konkurrerer i weltervægt-klassen. Han er også tidligere amatørbokser. Han er mest kendt for at have kæmpet mod danske Mark O. Madsen som han tabte til på submission i 1. omgang den 13. januar 2018.
Freyschuss er på nuværende tidspunkt (maj 2018) rangeret som nr. 40. på Europe Nordic-listen i weltervægt-klassen på Tapology.
Freyschuss mødte danske Milan Silva til Danish MMA Night den 9. juni 2018 i Brøndbyhallen i København. Han slog Silva på submission i 1. omgang.

## MMA-karriere

### Amatørkarriere
Freyschuss blevSvensk MMA Amatørmester 2013 og endte med en amatørrekordliste på 7 sejre, 2 nederlag og 1 uafgjort. Han vandt også Escalates Challenge titel i 83,9 kg klassen i Amatør MMA 2015.

### Professionel karriere
Efter en vellykket amatørkarriere valgte Freyschuss i 2016 at blive professionel. Han debuterede ved IRFA 10 den 17. september 2016 i Stockholm, hvor han vandt over svenske Johannes Lundström på TKO i 2. omgang. I sin 2. professionelle kamp mødte han til MMA Galla 04 i Nykøbing Falster den 13. januar 2018, danske Mark O. Madsen som han tabte til på submission i 1. omgang.

## Privatliv
Freyschuss bor sammen med sin kæreste i Mjölby. Han har gået på John Bauergymnaset i Linköping og arbejder til dagligt for Sveriges forsvar.